# Žvab (priimek)
Žvab je priimek več znanih Slovencev:
- Adalbert "Adi" Žvab (1950—2025), slikar samouk
- Andraž Žvab (1980—2020), kulturni antropolog (okultizem, magija in starejše ezoterične filozofije), Kranj
- Drago Žvab (1927—1988), pravnik, vojaški in civilni diplomat
- Lovro Žvab (1852—1888), kulturno-zgodovinski publicist, šolnik, zbiralec ljudskega blaga
- Mira Žvab (gl. Mira Cencič)
- Miroslav (Federico) Žvab (1908—1988), protifašist, voditelj neapeljske ljudske vstaje 1943
- Petra Žvab Rožič, geologinja
- Štefan Žvab (*1962), župan Šentilja
- Vladimir Žvab (1910—1945), aktivist OF in partizan